# Young Man's Fancy
" Young Man's Fancy" is een aflevering van de Amerikaanse televisieserie The Twilight Zone.

## Plot

### Opening
You're looking at the house of the late Mrs. Henrietta Walker. This is Mrs. Walker herself, as she appeared twenty-five years ago. And this, except for isolated objects, is the living room of Mrs. Walker's house, as it appeared in that same year. The other rooms upstairs and down are pretty much the same. The time, however, is not twenty-five years ago but now. The house of the late Henrietta Walker is, you see, a house which belongs almost entirely to the past, a house which, like Mrs. Walker's clock here, has ceased to recognize the passage of time. Only one element is missing now, one remaining item in the estate of the late Mrs. Walker: her son Alex, thirty-four years of age and, up till twenty minutes ago, the so-called 'perennial bachelor.' With him is his bride, the former Miss Virginia Lane. They're returning from the city hall in order to get Mr. Walker's clothes packed, make final arrangements for the sale of the house, lock it up and depart on their honeymoon. Not a complicated set of tasks, it would appear, and yet the newlywed Mrs. Walker is about to discover that the old adage 'You can't go home again' has little meaning in the Twilight Zone. 
— Rod Serling

### Verhaal
Alex en Virginia Welker zijn pas getrouwd. Ze zijn nu op weg naar Alex’ ouderlijk huis waar hij zijn jeugd heeft doorgebracht. Het plan is om nog wat van Alex’ spullen op te halen en dan het huis te verkopen.
Alex krijgt echter steeds meer moeite met het loslaten van het huis en al zijn jeugdherinneringen die eraan verbonden zijn. Ook gebeuren er vreemde dingen in het huis. Zo verschijnt opeens vanuit het niets de geest van Alex’ moeder. Virginia is ervan overtuigd dat zij Alex vast probeert te houden in het huis om hem niet kwijt te raken. Maar zodra ze haar hierover confronteert, beweert Alex’ moeder dat dit niet haar werk is.
En ze heeft gelijk: Alex is zelf verantwoordelijk voor alles wat er gaande is. Zijn sterke verlangen naar zijn jeugd heeft zijn moeder teruggehaald, en Alex verandert er zelfs weer door in een kind. De geschokte Virginia vlucht het huis uit. De jonge Alex en zijn moeder blijven achter.

### Slot
Exit Miss Virginia Lane, formerly and most briefly Mrs. Alex Walker. She has just given up a battle and in a strange way retreated, but this has been a retreat back to reality. Her opponent, Alex Walker, will now and forever hold a line that exists in the past. He has put a claim on a moment in time and is not about to relinquish it. Such things do happen--in the Twilight Zone. 
— Rod Serling

## Rolverdeling
- Alex Nicol: Alex
- Phyllis Thaxter: Virginia
- Wallace Rooney: Mr. Wilkinson
- Helen Brown: Alex’ moeder
- Ricky Kelman: jonge Alex

## Trivia
- De titel van de aflevering is onderdeel van een citaat van Alfred, Lord Tennysons gedicht "Locksley Hall". De hele zin luidt "In the spring a young man's fancy lightly turns to thoughts of love".
- De aflevering is verkrijgbaar op volume 38 van de dvd-set.